# Jean-Claude Hartemann
Jean-Claude Hartemann (Vezet, 18 décembre 1929 – Paris 17e, 25 novembre 1993) est un chef d'orchestre français.

## Biographie
Jean-Claude Hartemann effectue ses études musicales à Clermont-Ferrand puis au Conservatoire de Paris. Il étudie la direction avec Jean Fournet à l'École normale de musique de Paris. Après le Concours de Besançon, où il est lauréat en 1956, il est nommé à l'opéra de Dijon de 1957 à 1960. Parmi les chefs invités, figure Jésus Etcheverry avec lequel il se perfectionne,. 
De 1960 à 1963, il est nommé chef permanent de l’opéra de Metz et fonde une troupe, les Baladins lyriques, avec la soprano Suzanne Lafaye. À la même époque il est également impliqué à la direction artistique du label discographique Véga. En 1963, il est nommé chef d'orchestre à l'Opéra-Comique, puis directeur de la musique en 1968, jusqu'à la fermeture de la salle Favart en 1972. En 1972–1973, il restructure orchestre et chœur de Saint-Étienne.
Entre 1973 et 1977, il enseigne à la Scola Cantorum, puis est engagé par la ville d'Évry en tant que directeur de la musique au  Centre culturel. 
Jean-Claude Hartemann a également créé Les Solistes de France (1971), un ensemble de cordes. En 1975, à l'opéra de Nantes, il crée en première mondiale l'opéra de Jacques Bondon, Anna et l'Albatros. En outre il a créé des œuvres de Claude Prey, Joseph Kosma et Michel Ciry.
En 1988, il crée les Rencontres lyriques de Luchon.
Son répertoire favori est Mozart et la musique lyrique française. Il enregistre la Messe Sainte Cécile de Charles Gounod et des opérettes françaises.

## Discographie (sélection)
Jean-Claude Hartemann a majoritairement enregistré pour EMI/Pathé/La Voix de son maître, mais également pour Calioppe et Véga.
- Chabrier, Une éducation manquée - Liliane Berton ; Jane Berbié ; Jean-Christophe Benoit ; Orchestre de la Société des concerts du Conservatoire, dir. Jean- Claude Hartemann (février 1965, EMI 5 56155 2) (OCLC 31146752)
- Messager, Véronique - Mady Mesplé, soprano (Hélène) ; Michel Dens, baryton (Florestan) ; Orchestre Lamoureux, dir. Jean-Claude Hartemann (4-22 janvier 1969, 2CD EMI 5 74073 2)[6] (OCLC 152385744)
- Lecocq, Rose-Mousse - Orchestre lyrique de l'ORTF, dir. Jean-Claude Hartemann (Musidisc INA 201362) (BNF 38208320)
- Lopez, Andalousie (extraits) - 	André Dassary, ténor (Mario) ; Caroline Dumas, soprano (Paola) ;  (Adès/Accord 4769989) (OCLC 658671232)